# Grünliche Scheibchenschnecke
Die Grünliche Scheibchenschnecke (Lucilla scintilla) ist eine Schneckenart in der Familie der Punktschnecken (Punctidae) aus der Unterordnung der Landlungenschnecken (Stylommatophora). Sie wurde wohl anthropogen nach Europa verschleppt.

## Merkmale
Das kleine, rechtsgewundene Gehäuse ist fast scheibenförmig; in der Seitenansicht überragt das Gewinde die vorletzte Windung zwar, aber nur wenig. Es misst bis 2,2 mm in der Breite und 1,1 mm in der Höhe (B/H-Index=2). Die 3½ bis 4 Windungen nehmen langsam und regelmäßig zu und sind an der Peripherie gut gewölbt. Die Naht ist vergleichsweise tief. Der Nabel ist breit und tief; er nimmt etwas weniger als ein Drittel der Gehäusebreite ein. Die Mündung ist rundlich und durch die vorhergehende Windung stark eingedellt. Die Mündungsöffnung steht schief zur Windungsachse. Der Mundsaum ist einfach, gerade und nicht verstärkt.
Das Gehäuse ist gelblich-braun, das Periostrakum ist gelblich bis grünlich-gelblich gefärbt. Die Schale ist dünn, zerbrechlich und durchscheinend. Die Oberfläche besitzt feine Anwachsstreifen in unregelmäßigen Abständen. Die Oberfläche ist dadurch glänzend. Bei hoher Vergrößerung sind bei manchen Individuen schwache Spiralstreifen zu erkennen.
Die Tiere haben aufgrund ihrer Lebensweise tief im Erdreich die Augen reduziert.

## Ähnliche Arten
Das Gehäuse der Grünlichen Scheibchenschnecke ist im Adultstadium mit etwa 2,2 mm zu 3 mm deutlich kleiner als das Gehäuse der Weißen Scheibchenschnecke (Lucilla singleyana). Bei der Grünlichen Scheibchenschnecke ist das Gehäuse in Seitenansicht sehr flach konisch, während das Gehäuse der Weißen Scheibchenschnecke quasi flach und scheibenförmig ist. In der Seitenansicht ist das Gewinde bei der Weißen Scheibchenschnecke kaum zu sehen, während es bei der Grünlichen Scheibchenschnecke zwar ebenfalls sehr flach ist, aber doch deutlich(er) sichtbar ist. Der Nabel der Weißen Scheibchenschnecke ist etwas flacher und weiter als der Nabel der Grünlichen Scheibchenschnecke (Lucilla scintilla). Bei der Grünlichen Scheibchenschnecke ist das Periostrakum gelblich oder gelbgrünlich, bei der Weißen Scheibchenschnecke dagegen farblos. Nach Pilsbry soll die  Weiße Scheibchenschnecke Spiralstreifen besitzen, die aber nur unter hoher Vergrößerung sichtbar sein sollen und bei der Grünlichen Scheibchenschnecke fehlen sollen. Nach Horsak et al. (2009) kommt dieses Merkmal jedoch bei Individuen von beiden Arten vor, kann jedoch bei anderen Individuen bei beiden Arten auch fehlen.

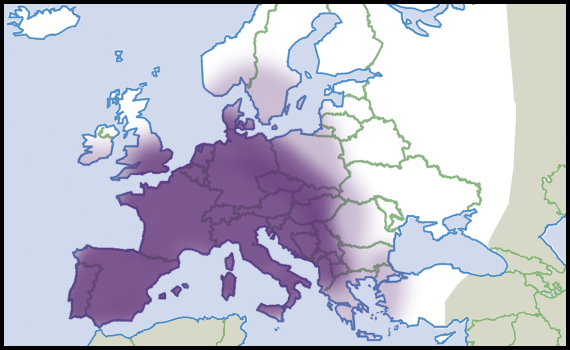
Verbreitung in Europa (nach Welter-Schultes, 2012)

## Geographische Verbreitung und Lebensraum
Das ursprüngliche Verbreitungsgebiet ist nicht sicher bekannt. Das Typmaterial stammt von Madeira. Ansonsten kommt die Art in fast ganz Europa vor, meist selten und sehr lokal. Auch in Nordamerika ist die Art weit verbreitet. Auf den Britischen Inseln ist die Art erst seit 1975 sicher nachgewiesen. Sie fehlt in fossilen Ablagerungen, ein Hinweis darauf, dass sie eingeschleppt wurde. Schivkov beschrieb die Art auch aus dem Kaukasus.
Die Tiere leben tief in lockerer Erde in Weinbergen, Gärten, Rasen, in Gewächshäusern und an Straßen. Gewöhnlich sind sie nur zu finden, wenn größere Mengen Erde durchgesiebt werden. Auch dann sind lebende Exemplare sehr selten. Häufiger werden sie in Spülsäumen und Zusammenschwemmungen von Flüssen und Bächen gefunden.

## Taxonomie
Das Taxon wurde 1852 von Richard Thomas Lowe als Helix (Lucilla) scintilla aufgestellt. Es ist die Typusart der Gattung Lucilla Lowe, 1852 durch Monotypie. Die Typlokalität ist Madeira. Vermutlich war die Art schon damals nach Madeira eingeschleppt. Die Art ist derzeit allgemein akzeptiert. Kerney et al. (1983) hatten die beiden Arten noch nicht getrennt, sondern unter Helicodiscus (Hebetodiscus) singleyanus aufgeführt.

## Gefährdung
In Mitteleuropa ist die Art durch die intensive Landnutzung und die Belastung der Weinbergsböden mit Kupfer gefährdet. Nach Vollrath Wiese ist eine Bewertung der Bestandssituation in Deutschland wegen unzureichender Daten nicht möglich.